# Pseudodistoma australe
Pseudodistoma australe is een zakpijpensoort uit de familie van de Pseudodistomidae. De wetenschappelijke naam van de soort is voor het eerst geldig gepubliceerd in 1957 door Kott.